# Viggo Bielefeldt
Viggo Bielefelt (Kopenhagen, 16 oktober 1851 – aldaar, 17 december 1909) was een Deens zanger, componist, cantor en muziekdocent.

## Achtergrond
Viggo Emil Bielefeldt werd geboren binnen het gezin van bakmeester Heinrich Hellmuth Bielefeldt, afkomstig uit Mecklenburg, Duitsland en de deense Charlotte Pauline Christensen. Hij huwde in 1877 Amalie Elise Friis, dochter van een dierenarts. In 1900 werd hij benoemd tot professor. In 1892 ontving hij de Orde van de Dannebrog en in 1905 Dannebrogordenens Hæderstegn.

## Muziek
Bielefeldt kreeg zijn opleiding aan Det Kongelige Danske Musikkonservatorium van 1867 tot 1869. Hij kreeg piano- en zanglessen van Carl Helsted. Ook August Winding was een docent van hem. Hij debuteerde als concertzanger op 2 maart 1872 en werd een geliefd zanger op dat gebied.
Zelf doceerde hij aan de muziekschool van C.F.E. Horneman en vanaf 1883 aan hetzelfde conservatorium waar hij les had gehad. Een van zijn leerlingen was operazanger Emil Holm. Vanaf 1880 was hij cantor aan de Trinitatiskerk en Kerk van Holmen, beide in Kopenhagen. In die laatste kerk volgde hij Niels Gade op als organist.

### Werken als componist
- En bryllupsrejse (gemengd koor)
- Davis psalmen (mannenkoor, tenor en koperblazers)(1883)
- Syngeovelser (gezamenlijk gecomponeerd met Emil Horneman)
- Melodier til Psalmenbog for Krike og Hjem
- Messebog
- Frimurerkantate (Vrijmetselaarscantate)
- Kantate ved Aarhundretsfesten for Slaget på Reden (Cantate voor de honderdjarige herinnering aan de Zeeslag bij Kopenhagen, voltooid in 1901)

- Library of Congress Control Number: no2010033630
- MusicBrainz: 700bff98-277f-40d7-aeaa-97758b3f5667
- Virtual International Authority File: 108009396